# Adolf Frey

Adolf Frey, 1914

Adolf Frey, född den 18 februari 1855 i Aarau, död den 12 februari 1920 i Zürich, var en schweizisk författare, son till Jakob Frey.
Frey blev 1898 professor i tysk litteratur i Zürich. Han skrev flera litteraturhistoriska arbeten rörande tysk-schweiziska författare (Albrecht von Haller, 1879; Johann Gaudenz von Salis-Seewis, 1889; Erinnerungen an Gottfried Keller, 1892, 2:a upplagan 1893; en biografi över sin far, 1897, och Conrad Ferdinand Meyer, 1900), ett par diktsamlingar med mera.